# Bonanza (Kolorado)
Bonanza – miasto w Stanach Zjednoczonych, w stanie Kolorado, w hrabstwie Saguache. Najmniejsza, pod względem liczby mieszkańców (2020 r.), miejscowość stanu Kolorado.